# Rockin' the Joint
Rockin' the Joint est un album du groupe Aerosmith enregistré en public au Hard Rock Hotel & Casino de Las Vegas, en janvier 2002. Paru en octobre 2005, le CD regroupe les chansons du groupe les plus anciennes.

## Liste des titres
| 1.  | Good Evening Las Vegas       |  |
| 2.  | Beyond Beautiful             |  |
| 3.  | Same Old Song and Dance      |  |
| 4.  | No more no more              |  |
| 5.  | Seasons of wither            |  |
| 6.  | Light inside                 |  |
| 7.  | Draw the line                |  |
| 8.  | I Don't Want to Miss a Thing |  |
| 9.  | Big ten inch record          |  |
| 10. | Rattlesnake Shake            |  |
| 11. | Walk this way                |  |
| 12. | Train kept a rollin'         |  |

| 1. | No more no more |  |
| 2. | Dream on        |  |
| 3. | Draw the line   |  |
| 4. | Sweet emotion   |  |